# Montes de Toledo
Montes de Toledo (česky Toledské hory) je pohoří ve střední části Iberského poloostrova, ve Španělsku. Nachází se v regionech Extremadura a Kastílie - La Mancha. Pohoří se rozkládá ze západu na východ, má délku 350 km a maximální šířku 100 km. Oblast leží v nižší části kastilské náhorní plošiny (mesety). Nejvyšší horou je La Villuerca s nadmořskou výškou 1 603 m. Pohoří bylo vyzdviženo během alpinského vrásnění a skládá se především ze sedimentárních hornin.

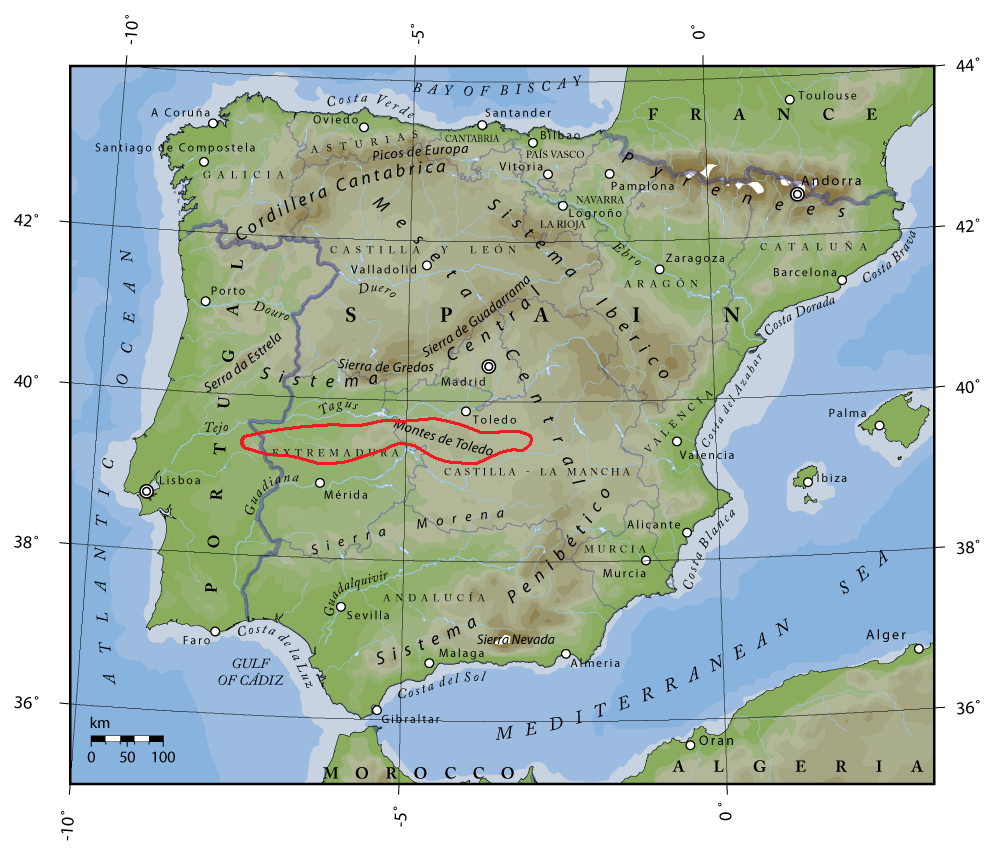
Montes de Toledo na fyzické mapě Španělska